# Miguel López Abril
Pour les articles homonymes, voir Miguel López, López et Abril.
Miguel López Abril, né le 20 décembre 1954, à L'Hospitalet de Llobregat, en Espagne, et mort le 11 avril 2021, est un joueur de basket-ball espagnol. Il évolue au poste de meneur.